# ソーダ屋のソーダさん。
『ソーダ屋のソーダさん。』（ソーダやのソーダさん）は、湖西晶による日本の4コマ漫画作品。
一迅社発行の『まんが4コマKINGSぱれっと』VOL.1から2007年12月号まで掲載。

## ストーリー
舞台は瀬戸内海のとある小さな島。島に住む青年斎田光哉は、島内唯一の店「早田商店」の主、早田沙和から重大な告白をされる。
「私…死んでしもうたみたいなんよ」
沙和の妹の早田なつめや斎田を追いかけて島にやってきた木林れもん、島唯一の医者椒子・D・ペッパーらを巻き込んで繰り広げられるハートフルゾンビコメディ。

## 登場人物
声の項はドラマCD版のもの
早田 沙和（そうだ さわ）
声 - 福井裕佳梨
島内唯一のお店「早田商店」の主。のんびり・ほのぼのとした性格で天然。
本人が自分で「死んでいる」というように、心臓も呼吸も止まっていて体温も低いが、普通に動くことができるうえ、物を食べたり眠ったりと普通に生活できており、いわゆる「ゾンビ」状態である。このことは斎田と椒子しか知らない。
鈍感なためか、斎田の気持ちには全く気づいていない。
斎田 光哉（さいだ みつや）
声 - 伊藤健太郎
島内で漁師として働く青年。沙和に惚れており、毎日のように早田商店に通っている。彼が沙和から相談を受けたところから物語が始まる。
早田 なつめ（そうだ なつめ）
声 - 門脇舞以
沙和の妹で中学生。学校ではパソコン部の副部長を務めている。
姉目当てでやってくる斎田に関しては複雑な感情を抱いている様子。
ポテチが大好物。斎田への攻撃時には主に激辛系のポテチがぶつけられる。
椒子・D・ペッパー（しょうこ ディー ペッパー）
声 - 斎賀みつき
アメリカ人とのハーフで島唯一の医者。元々は大学病院に勤めていたエリート医師であったが、医局に反抗したため左遷されてこの島へやってきた。
斎田をはじめとする漁師達から信頼されており、「白い巨○」と呼ばれている。
趣味はネットゲームをはじめとしたゲーム全般。沙和とはネットゲーム仲間。
木林 れもん（きばやし れもん）
声 - 川澄綾子
斎田を追いかけて島にやってきた看護士。斎田の高校時代のバイト仲間で、その際に彼に一目惚れして以来一途に思い続けている。
彼に積極的にアプローチをかけるが、当の斎田は沙和一筋なためその思いは報われていない。

## 書籍情報
一迅社「まんが4コマKINGSぱれっとコミックス」全1巻。限定版には原作者書き下ろしオリジナルストーリーのドラマCDが同梱。
- まんが4コマKINGSぱれっとコミックス（2008年1月15日発行）
  - 通常版 ISBN 978-4-7580-8000-2
  - 限定版 ISBN 978-4-7580-8001-9